# Michele Dell'Orco
Michele Dell'Orco (Pavullo nel Frignano, 7 settembre 1985) è un politico italiano.

## Biografia
Alle elezioni politiche del 2013 viene eletto deputato della XVII legislatura della Repubblica Italiana nella circoscrizione XI Emilia-Romagna per il Movimento 5 Stelle.
A partire dal luglio 2014 ha ricoperto il ruolo di Capogruppo M5S della IX Commissione alla Camera (Trasporti, Poste e Telecomunicazioni), incarico lasciato nel dicembre 2015 quando gli è stato affidato quello di Vice Capogruppo M5S alla Camera.
Dal 9 marzo al 9 giugno ha ricoperto l'incarico di Capogruppo M5S alla Camera.
Non rieletto alle elezioni del 2018 nel plurinominale di Modena e Ferrara, l’11 giugno di quell’anno diventa Sottosegretario al Ministero delle Infrastrutture e ai Trasporti nel Governo Conte I.
Alle elezioni politiche anticipate del 25 settembre 2022 viene candidato per la Camera dei deputati  in quarta posizione nel collegio plurinominale Emilia Romagna 02.

### Attività parlamentare
Nel corso del suo mandato, il parlamentare si è occupato di corruzione e grandi opere con alcune interrogazioni legate all’inchiesta TAV di Firenze.
Nell’ambito della sua attività, il parlamentare si è occupato anche della crisi delle Piccole e Medie Imprese del settore commercio. La battaglia di Dell’Orco è sintetizzata in una interpellanza parlamentare e nel suo progetto di legge   per l’abolizione delle liberalizzazioni e contro il lavoro domenicale.
Dopo un percorso parlamentare di oltre un anno, il 25 settembre 2014 è stata approvata alla Camera la proposta di legge a.c. 750 Dell'Orco e abbinate, testo unificato a prima firma M5S a favore delle PMI del commercio.
Il testo approvato alla Camera non abolisce le liberalizzazioni ma contiene alcune misure per il piccolo commerciante in crisi:
- Fondo in favore delle microimprese, 18 milioni di euro all'anno, fino al 2020; 
  - 6 chiusure festive obbligatorie

Nell’ambito dei lavori di commissione il deputato ha portato avanti alcune iniziative riguardanti la sicurezza stradale e la mobilità sostenibile tra cui la proposta di legge riguardante il car pooling (A.C 2436)  che mira a promuovere la conoscenza e a incentivare l'utilizzo di questa forma di mobilità, fondata sulla condivisione del mezzo di trasporto e sui principi della sharing economy. La proposta di legge è il primo tentativo di dare una veste giuridica ad fenomeno come il car pooling, che nasce in maniera spontanea e che, proprio a causa della mancanza di una specifica disciplina, rischia di essere associato all’illegalità e all’abusivismo nel settore dei trasporti.
In merito alla sicurezza stradale Dell’Orco ha presentato e fatto approvare all’unanimità in Commissione Trasporti una risoluzione    sulla sicurezza stradale e sui guardrail salva-motociclisti. L’atto tenta di porre rimedio in particolare al pericolo in cui possono incorrere i motociclisti in caso di incidente ovvero al cosiddetto effetto ghigliottina. Quando un motociclista impatta sulla classica barriera in lamiera, largamente utilizza sulle strade italiane, o meglio sui suoi paletti scoperti, questi possono trasformarsi in vere e proprie lame taglienti con conseguenti gravi lesioni o addirittura la morte.

## Attività nel Governo Conte I
Dell’Orco ha ripreso la battaglia iniziata in parlamento sui guardrail salva-motociclisti e nell’ambito delle sue deleghe in tema di sicurezza stradale ha lavorato per giungere all’emanazione di un decreto che fa dell’Italia uno dei pochissimi Paesi europei ad imporre l’obbligo di adottare specifiche barriere protettive per l’incolumità di scooteristi e motociclisti.
Ha quindi contribuito alla stesura del decreto micromobilità, con cui i sindaci possono decidere di autorizzare una sperimentazione su strada di mezzi elettrici totalmente green, come monopattini, hoverboard, segway, monowheel.
Per quanto riguarda la mobilità green c’è stato inoltre un lavoro coordinato con il Ministero dello Sviluppo Economico per la norma e l’attuazione riguardanti il cosiddetto ecobonus, ovvero incentivi per la rottamazione e l’acquisto di auto e moto a ridotte emissioni di CO2.